# 博羅夫諾湖 (涅韋爾區)
56°04′57″N 29°44′26″E / 56.08250°N 29.74056°E
博羅夫諾湖（俄语：Боровно），是俄羅斯的湖泊，位於該國西北部，由普斯科夫州負責管轄，處於涅韋爾區，面積1.8平方公里，集水區面積3.1平方公里，平均水深4.3米，最大水深10.7米。